# Classi caratteristiche
Le classi caratteristiche sono degli invarianti topologici di fibrati.

## Classi caratteristiche di fibrati vettoriali
Sia  {\displaystyle X} una varietà.
Si fissi un campo {\displaystyle \mathbb {K} \in \{\mathbb {R} ,\mathbb {C} \}} e un numero naturale {\displaystyle n\in \mathbb {N} }.
È possibile dimostrare che esiste uno spazio topologico, detto classificante, il cui tipo di omotopia è denotato come {\displaystyle BGL(n,\mathbb {K} )}, tale che le classi di isomorfismo di fibrati vettoriali sul campo  {\displaystyle \mathbb {K} } , di rango {\displaystyle n} e base {\displaystyle X}, sono in bijezione con le classi di omotopia di mappe  {\displaystyle X\to BGL(n,\mathbb {K} )}.
Più concisamente, denotando con {\displaystyle \mathrm {Vect} (X,n,\mathbb {K} )} le classi di isomorfismo di detti fibrati vettoriali, esiste una bijezione
{\displaystyle \Phi :\mathrm {Vect} (X,n,\mathbb {K} )\to [X,BGL(n,\mathbb {K} )].}
Segue, usando {\displaystyle \Phi }, che è possibile pensare ai suddetti fibrati vettoriali (a meno di isomorfismo) come a mappe 
{\displaystyle X\to BGL(n,\mathbb {K} )}.
Adesso per ogni classe di coomologia {\displaystyle \omega \in H^{k}(BGL(n,\mathbb {K} );R)} dove {\displaystyle \ k\in \mathbb {N} } ed {\displaystyle R} è un anello abeliano,  possiamo costruire un invariante di fibrati vettoriali come sopra.
L'invariante associa ad un fibrato 
{\displaystyle f:X\to BGL(n,\mathbb {K} )} la classe di coomologia {\displaystyle f^{*}\omega \in H^{k}(X;R)} (il pull-back di {\displaystyle \omega }).
Dato che tale classe dipende solo dal tipo di omotopia della funzione {\displaystyle f}, abbiamo invero ottenuto un invariante del tipo di isomorfismo del fibrato vettoriale associato.
Le classi di coomologia del tipo {\displaystyle f^{*}\omega \in H^{k}(X;R)} sono dette classi caratteristiche del fibrato.

## Esempi
Nel caso di fibrati in rette complessi, si ha che {\displaystyle H^{*}(BGL(1,\mathbb {C} );\mathbb {Z} )\simeq \mathbb {Z} [c_{1}]}, ovvero la coomologia dello spazio classificante è isomorfa all'anello dei polinomi in una variabile {\displaystyle c_{1}} di grado {\displaystyle 2}. 
La classe caratteristica dei fibrati in rette associata a {\displaystyle c_{1}} è detta prima classe di Chern del fibrato. 
Un fibrato in rette {\displaystyle E\to X} è banale se e solo se la prima classe di Chern {\displaystyle c_{1}(E)\in H^{2}(X;\mathbb {Z} )} è nulla.
Se {\displaystyle E\to X} è un fibrato in rette (complesso) su una varietà liscia, orientata. È possibile calcolare {\displaystyle c_{1}(E)\in H^{2}(X;\mathbb {Z} )}, nel seguente modo. Sia  {\displaystyle \sigma :X\to E} una sezione generica. L'intersezione  {\displaystyle S=\sigma (X)\cap X}, dove stiamo identificando {\displaystyle X} con la zero sezione di {\displaystyle E}, è una sottovarietà orientabile di codimensione due in {\displaystyle X}. Il duale di Poincarè della classe fondamentale di {\displaystyle S} è proprio {\displaystyle c_{1}(E)} (per una opportuna scelta di orientazione di {\displaystyle S}).
Più in generale {\displaystyle H^{*}(BGL(n,\mathbb {C} );\mathbb {Z} )\simeq \mathbb {Z} [c_{1},c_{2},\dots ,c_{n}]} dove {\displaystyle c_{k}} ha grado {\displaystyle 2k}.
La classe caratteristica associata a {\displaystyle c_{k}}  è detta {\displaystyle k}-esima classe di Chern del fibrato.
Tali classi rappresentano un'ostruzione a banalizzare il fibrato.

## Teoria di Chern-Weyl
Nel caso in cui {\displaystyle E\to X} sia un fibrato vettoriale su una varietà liscia, è possibile trovare dei rappresentanti delle classi caratteristiche (a coefficienti reali) nella coomologia di de Rham.
Tale costruzione, oggetto della cosiddetta teoria di Chern-Weyl, costruisce una forma differenziale chiusa su {\displaystyle X} a partire dalla curvatura di una connessione (qualunque) sul fibrato tramite speciali polinomi.

## Generalizzazioni
È possibile generalizzare il discorso ai fibrati principali di gruppo {\displaystyle G}. In questo caso lo spazio classificante si denota con {\displaystyle BG} e le classi caratteristiche sono ottenute considerando il pull-back di elementi di {\displaystyle H^{*}(BG;R)}.
Un'altra possible generalizzazione riguarda la base dei fibrati in questione. Per semplicità ci siamo limitati a supporre che {\displaystyle X} sia una varietà. Tuttavia è possibile ampliare il discorso a spazi topologici più generali, estendendo in maniera opportuna la definizione di fibrato vettoriale.